# Zomba (Ungarn)

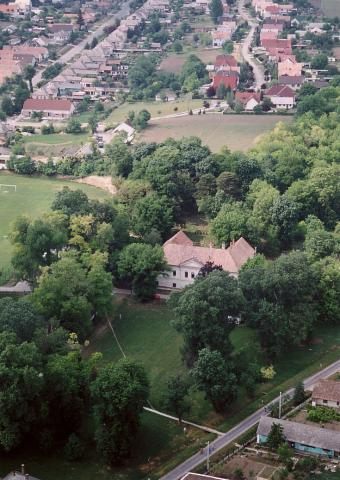
Luftaufnahme

Zomba (dt.: Sombach) ist eine ungarische Gemeinde im Kreis Bonyhád im Komitat Tolna. Sie liegt ungefähr zwölf Kilometer nordwestlich von Szekszárd und hat 2.065 Einwohner (Stand 2011).

## Geschichte
Bereits zu römischer Zeit soll hier eine Siedlung gewesen sein. 1015 schenkte König Stefan I. den Ort der Abtei Pécsvárad. Im 18. Jahrhundert gründeten aus diesem Ort vertriebene lutherische Protestanten das Städtchen Orosháza im Komitat Békés.

## Städtepartnerschaften
- Dolné Saliby, Slowakei
- Hanstedt in Niedersachsen, Deutschland; seit 2004
- Orosháza, Ungarn

## Sehenswürdigkeiten
- Evangelische Kirche
- Römisch-katholische Kirche Szent István király

## Verkehr
Durch Zomba verläuft die Nationalstraße Nr. 65. Der nächstgelegene Bahnhof befindet sich in Szekszárd.